# Albareda (Lérida)
Albareda es un lugar del municipio español de Navés, perteneciente a la provincia de Lérida, en la comunidad autónoma de Cataluña.

## Historia
Hacia mediados del siglo XIX, el lugar, una cuadra ya por entonces perteneciente a Navés, tenía contabilizada una población de seis habitantes. Aparece descrito en el primer volumen del Diccionario geográfico-estadístico-histórico de España y sus posesiones de Ultramar de Pascual Madoz con las siguientes palabras:

ALBAREDA: cuadra en la prov. de Lérida, part. jud. y dióc. de Solsona, parr. y ayunt. del l. de Naves, en cuya jurisd. se halla enclavada: sit. en terr. montuoso con libre ventilacion y clima sano. Tiene 1 casa de mediana fáb. con las comodidades que la labranza exije; y una ermita propia del dueño de la casa, donde algunas veces celebra misa el párroco de Náves. Confina el térm. por N. con el de Besora; por E. con los de Náves, Soler y Grife; por S. y O. con el de Joval. El terreno aunque peñascoso y desigual, es bastante productivo; parte del mismo se riega con las aguas de algunos manantiales, las que tambien aprovechan los moradores para surtido de la casa, abrevadero de ganados y bestias de labor: en los montes hay carrascas, arbustos y buenos pastos; en la parte destinada á cultivo, que puede reputarse como mediana calidad, se crian algunos viñedos, cereales, y otros frutos. Prod.: trigo, cebada, centeno, bellota, vino, patatas, y algunas verduras; cria ganado lanar y cabrío, y hay caza de liebres, conejos y perdices. Pobl. 1 vec., 6 alm.: cap. prod. imp. y contr. con Náves (V.): antiguamente tenia baile con jurisd., cuyo cargo desempeñaba el dueño de la casa.
(Madoz, 1845, p. 291)